# 颍桥回族镇
颍桥回族镇，是中华人民共和国河南省许昌市襄城县下辖的一个乡镇级行政单位。

## 行政区划
颍桥回族镇下辖以下地区：
东街村、西街村、建设街村、北街村和南街村。